# Reserva natural Lagunas de San Vicente
La reserva natural Lagunas de San Vicente es un área natural protegida ubicada en el partido de San Vicente, en la provincia de Buenos Aires. Se encuentra emplazada en la cuenca Matanza-Riachuelo. En su interior se encuentra la Laguna de San Vicente, el Arroyo San Vicente y la Laguna La Bellaca. La reserva fue creada en el 2011, durante la gestión del gobernador Daniel Scioli, mediante el Decreto Provincial N.º 469.
La reserva conforma un complejo de humedales, que brinda diferentes servicios ecosistémicos tanto a la población local como a la cuenca hídrica de la cuenca Matanza-Riachuelo. En el lugar se han observado más de 200 especies de fauna.

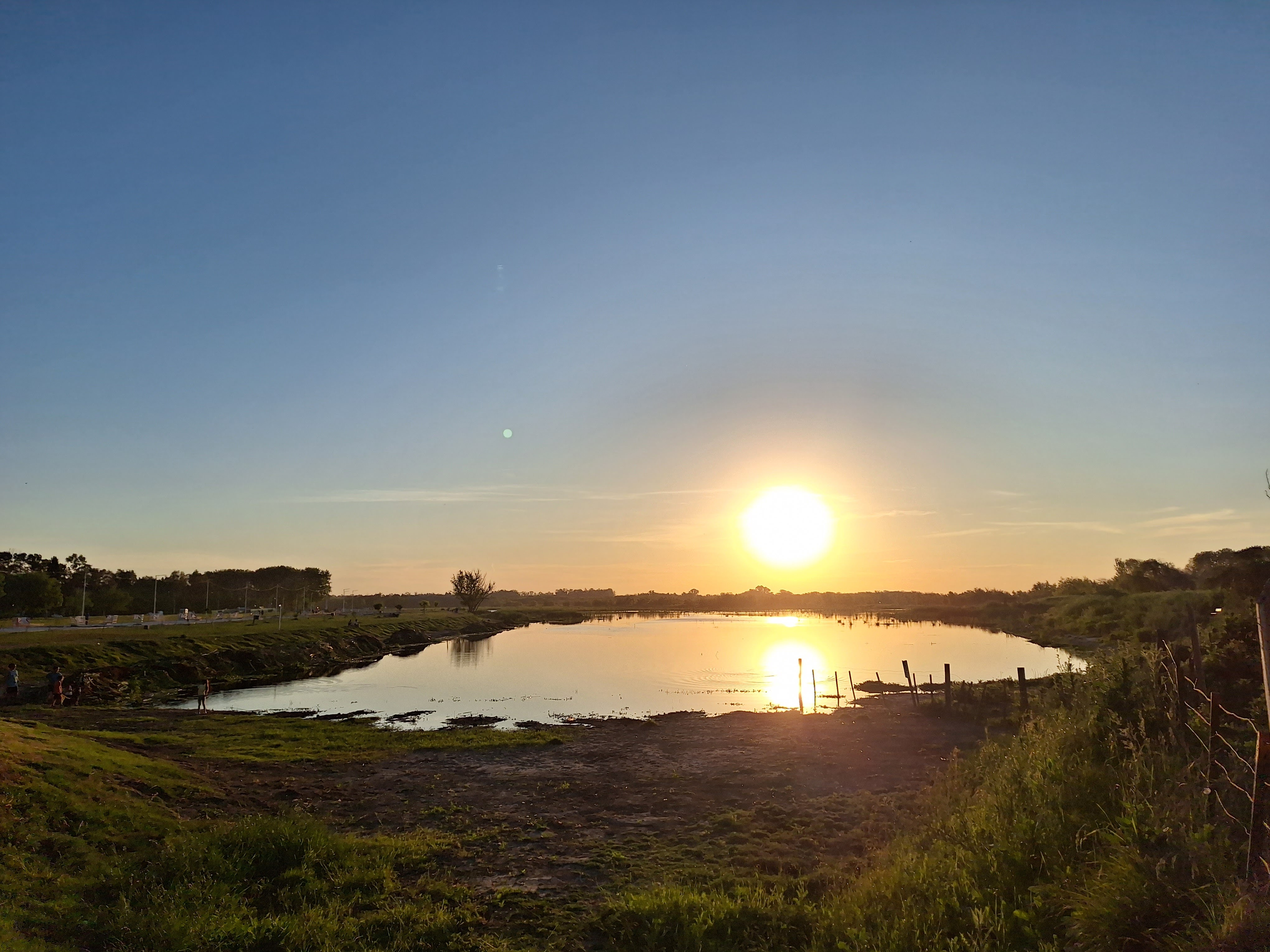
Atardecer en la laguna en la Reserva Natural Lagunas de San Vicente

En el año 2018, se generó un conflicto ambiental por un emprendimiento privado que buscaba instalar un barrio cerrado en las inmediaciones de la Laguna de San Vicente. En 2019 también existió una controversia por la realización de festejos de carnaval en los alrededores de la reserva.

## Fauna
Dentro de la fauna característica, es posible encontrar aves como: chiflones, jacanas, cuervillos de cañada, teros, horneros, calandrias, pollonas negras, jilgueros dorados, gavilanes planeadores, pollonas pintadas, caracoleros, picos de plata, patos capuchinos, varilleros, doraditos comunes, arañeros y sietevestidos. También tortugas de laguna y coipos.
En cuanto a las especies de anfibios se pueden encontrar: ranita del zarzal (Boana pulchella), rana roncadora (Scinax granulatus), macaquito (Pseudopaludicola falcipes), urnero (Leptodactylus latinasus), Sapito Jardín (Rhinella dorbignyi), Sapo Común (Rhinella arenarum) y rana criolla (Leptodactylus luctator) entre otras.

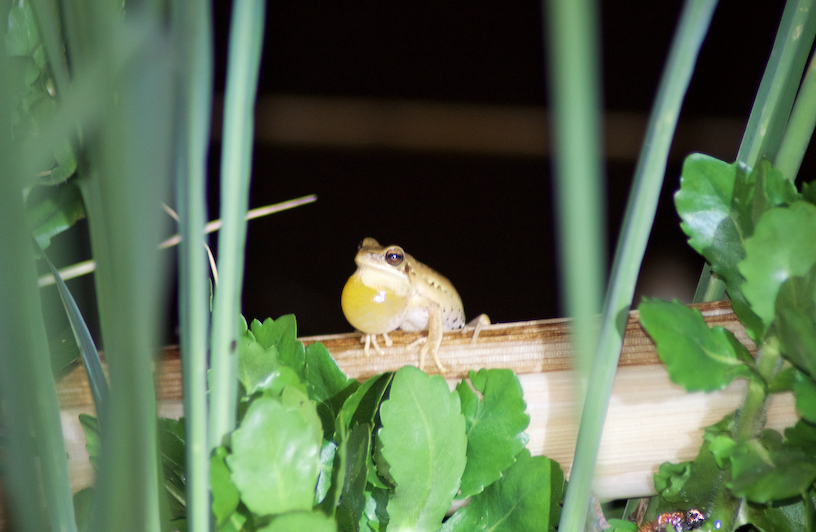
Ranita del Zarzal (Boana pulchella) ejemplar macho en Reserva Natural Lagunas de San Vicente. Registro fotografiado en el marco de la actividad de ciencia ciudadana ROA (Red de Observadores de Anfibios).

## Flora
Las especies más características dentro de la reserva son: camalotes, alfalfa, margaritas, duraznillos, achiras, tréboles y malvaviscos.

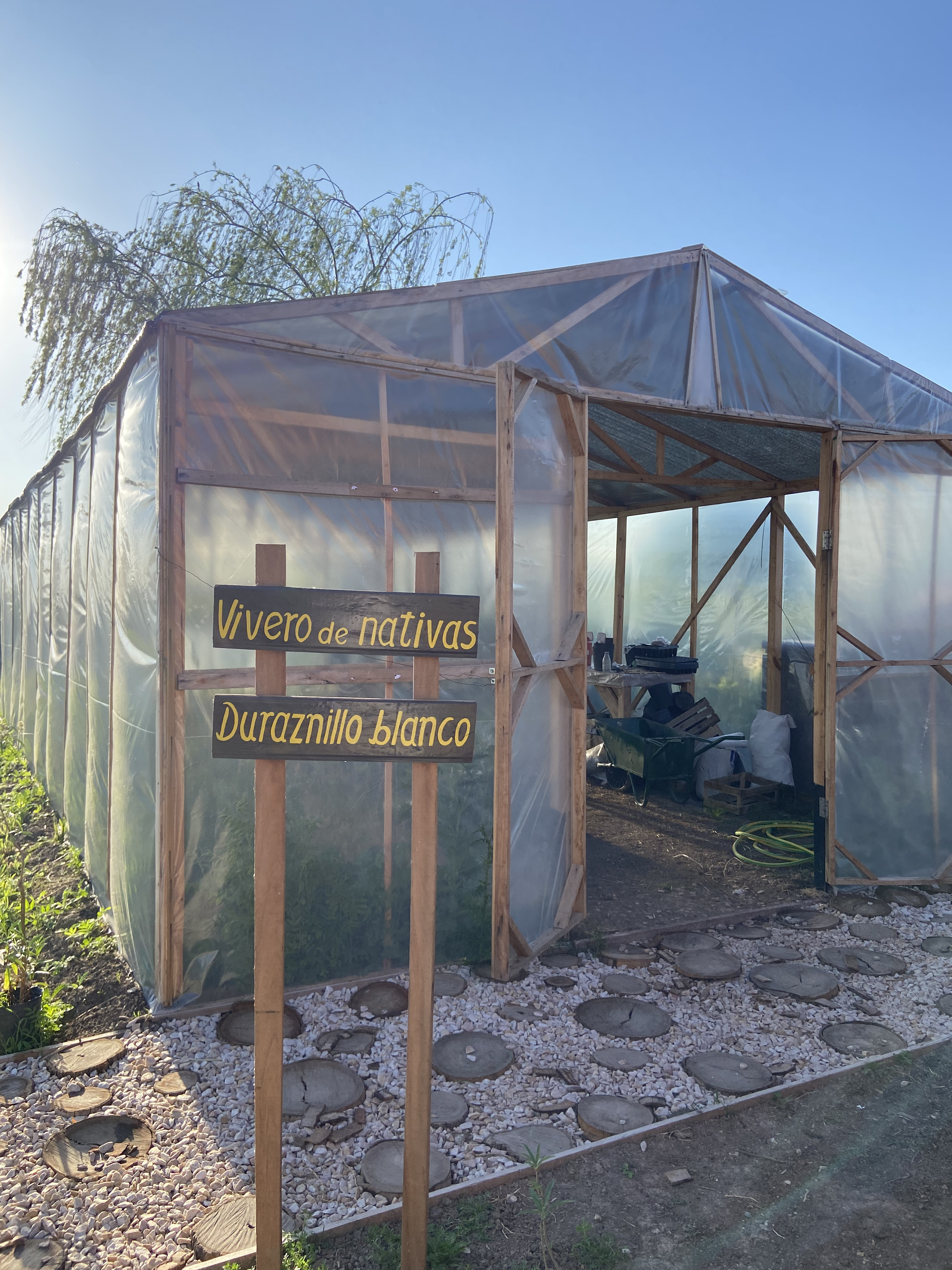
Vivero de plantas nativas